# Liste deutschsprachiger Schriftsteller/V
Hinweis: Die Umlaute ä, ö, ü werden wie die einfachen Vokale a, o, u eingeordnet, der Buchstabe ß wie ss. Dagegen werden ae, oe, ue unabhängig von der Aussprache immer als zwei Buchstaben behandelt 

## Va
- Emile Mario Vacano (1840–1892)
- Joachim Vadianus, eigentlich Joachim von Watt (1484–1551)
- Helmut Vakily (1938)
- Aline Valangin (1889–1986)
- Ursula Valentin (1936)
- Günter Vallaster (1968)
- Hannelore Valencak (1929–2004)
- Karl Valentin, eigentlich Valentin Ludwig Fey (1882–1948)
- Thomas Valentin (1922–1980)
- Philipp Vandenberg (1941)
- Birgit Vanderbeke (1956–2021)
- Karl Vanselow (1877–1959)
- Karl August Varnhagen von Ense (1785–1858)
- Rahel Varnhagen (1771–1833)
- Ernst Vasovec (1917–1993)

## Ve
- Siegfried von Vegesack (1888–1974)
- Barbara Veit (1947–2016)
- Karl Veken (1904–1971)
- Carl Franz van der Velde (1779–1824)
- Johanna Vellhorn (1881–1968)
- Anke Velmeke (1963)
- Dorothee von Velsen (1883–1970)
- Hans Venatier (1903–1959)
- Regula Venske (1955)
- Karl Venturini (1768–1849)
- Andreas Venzke (1961)
- Ludwig Verbeek (1938–2020)
- Willy Verkauf alias André Verlon (1917–1994)
- August Verleger (1883–1951)
- Wilhelm Vernekohl (1901–1967)
- Mischael-Sarim Verollet (1981)
- Wilhelm Vershofen (1878–1960)
- Vladimir Vertlib (1966)
- Bernward Vesper (1938–1971)
- Elke Vesper (1949)
- Guntram Vesper (1941–2020)
- Reinhold Vesper
- Will Vesper (1882–1962)
- Aglaja Veteranyi (1962–2002)
- Florian Vetsch (1960)
- Jakob Vetsch (1879–1942)
- Jakob Vetsch (1954)
- Conrad Vetter (1548–1622)

## Vi
- Walter Victor (1895–1971)
- Fred Viebahn (1947)
- Clara Viebig (1860–1952)
- Klaus Viedebantt (1943–2024)
- Josef S. Viera, eigentlich Josef Sebastian Vierasegerer (1890–1970)
- Berthold Viertel (1885–1953)
- Martin Viertel (1925–2005)
- Dolores Viesèr (1904–2002)
- Michael E. Vieten (1962)
- Michaela Vieser (1972)
- Cornelius Rudolf Vietor (1863–1932)
- Egon Vietta (1903–1959)
- Diego Viga, eigentlich Paul Engel (1907–1997)
- Jean Villain, eigentlich Marcel Brun (1928–2006)
- Alexander von Villers (1812–1880)
- Hermine Villinger (1849–1917)
- Friedrich Theodor Vischer (1807–1887)
- Melchior Vischer (1895–1975)

## Vl
- Ernst Vlcek (1941–2008)
- Carl Ferdinand van Vleuten (1874–1945)
- Hermann van Vloten (1874–1944)

## Vo – Voi
- Maria Voderholzer (1927–2015)
- Max Voegeli (1921–1985)
- Benno Voelkner (1900–1974)
- Alois Vogedes (1887–1956)
- Alois Vogel (1922–2005)
- Arwed Vogel (1965)
- Bruno Vogel (1898–1987)
- Christiane Vogel (1926–2006)
- Gerhard Vogel (1921–2012)
- Johannes Vogel (Schriftsteller) (1895–1962)
- Nikolai Vogel (1971)
- Theodor Vogel (1901–1977)
- Thomas Vogel (Schriftsteller) (1947–2017)
- Roland Voggenauer (1964)
- Johann Nepomuk Vogl (1802–1866)
- Walter Vogl (1958)
- Josef Vogler (1876–?)
- Max Vogler (1854–1889)
- Karl Anton Vogt, Pseudonym Konrad Vauth (1899–1951)
- Walter Vogt (1927–1988)
- Adolf Vögtlin (1861–1947)
- Hanns Vogts (1900–1976)
- Bernhard Voigt (1878–1945)
- Christian Friedrich Traugott Voigt (1770–1814)
- Hans-Henning von Voigt, Pseudonym Alastair (1887–1969)
- Hildegard Voigt (1856–1936)
- Karl Heinz Voigt (1900–?)
- Lene Voigt (1891–1962)
- Helene Voigt-Diederichs (1875–1961)
- Friedrich Voigts (1792–1861)

## Vol – Voz
- Lu Volbehr (1871–1945)
- Herbert Volck (1894–1944)
- Tine Rahel Völcker (1979)
- Wilhelm Volk (1804–1869)
- Ulrich Völkel (1940)
- Jean Völker-Kabausche (1885–1970)
- Friedrich Völklein (1880–1960)
- Jana Volkmann (1983)
- Paul Volkmann (1914–1963)
- Winfried Völlger (1947)
- Walter Vollmer (1903–1965)
- Karl Gustav Vollmoeller (1878–1948)
- William Voltz (1938–1984)
- Thomas Vömel (1968)
- Stefanie vor Schulte (1974)
- Max Vorberg (1838–1900)
- Heinrich Vormweg (1928–2004)
- Dietrich Vorwerk (1870–1942)
- Harry Vosberg (1875–1945)
- Ada von Voß (1884–1941)
- Christian Daniel Voß (1761–1821)
- Harry Voß (1969)
- Johann Heinrich Voß (1751–1826)
- Julius von Voß (1768–1832)
- Richard Voß (1851–1918)
- Ulrich Voß (1938–2024)
- Willi Voss, eigentlich Willi Pohl (1944)
- Klaus Voswinckel (1943–2024)
- Adalbert Votteler (1924–1995)
- Dana Vowinckel (1996)

## Vr
- Katrin de Vries (1959)
- Georg von der Vring (1889–1968)

## Vu
- John Friedrich Vuilleumier (1893–1976)
- Peter Vujica (Pseudonym: Peter Daniel Wolfkind; 1937–2013)
- Christian August Vulpius (1762–1827)